# Arche Mauvillain
L'Arche Mauvillain est situé à Châlons-en-Champagne, il passe au-dessus du Mau.

## Historique

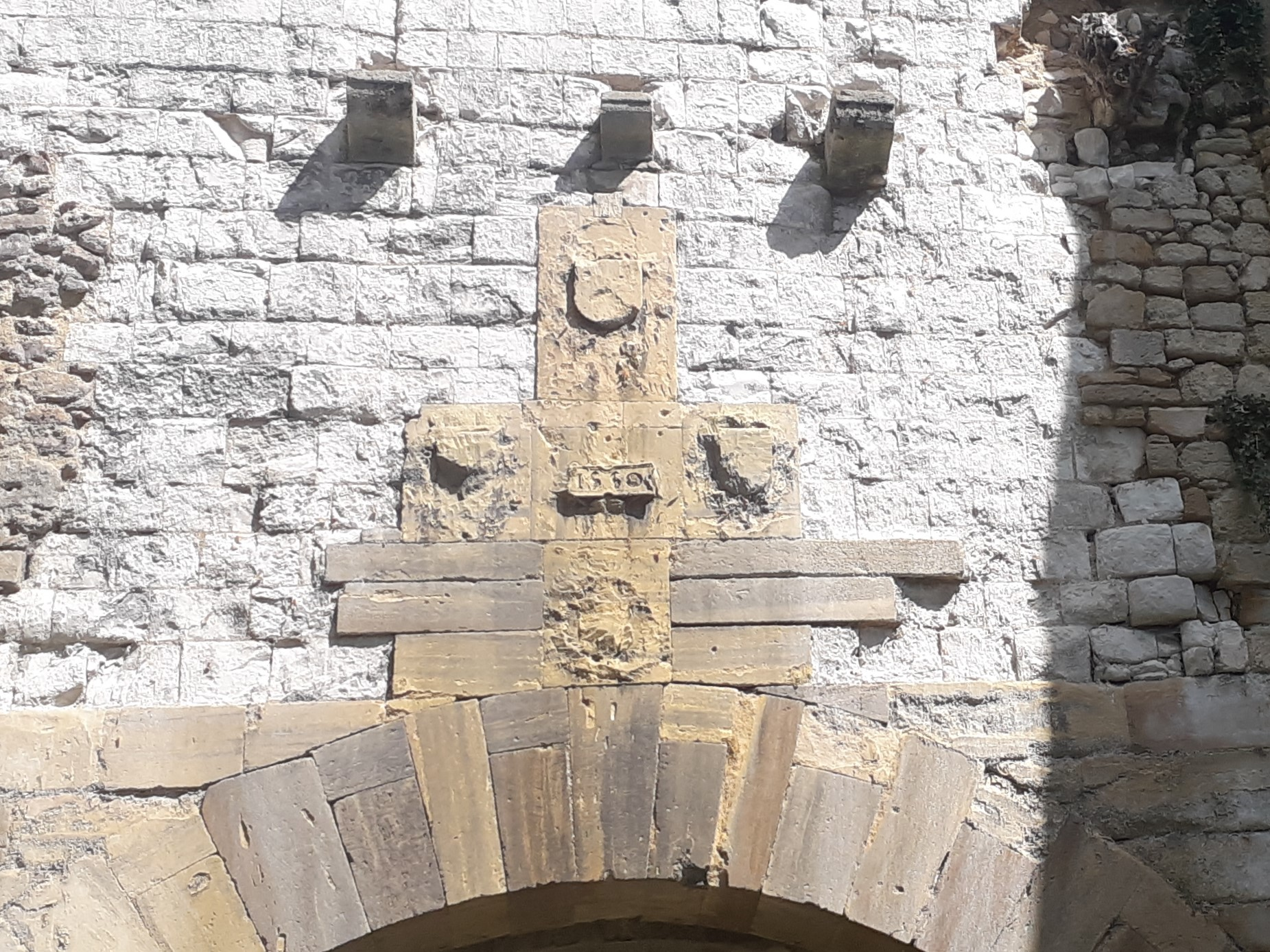
Date et blasons sur le pont Mauvillain

Les remparts du sud de la ville croisaient le Mau au niveau du pont fortifié Mauvillain (ou Mauvilain), il marquait l’entrée de la ville par les cours d’eau. On le trouve cité au XIVe siècle dans une pièce « le chastel et tour de Mauvilain ». On y trouvait une fortification, pour la défense de la ville, un château et un bastion. Au  début du XVIe siècle, il fut demandé d’améliorer les défenses du front sud de la ville.

## Galerie de photographies

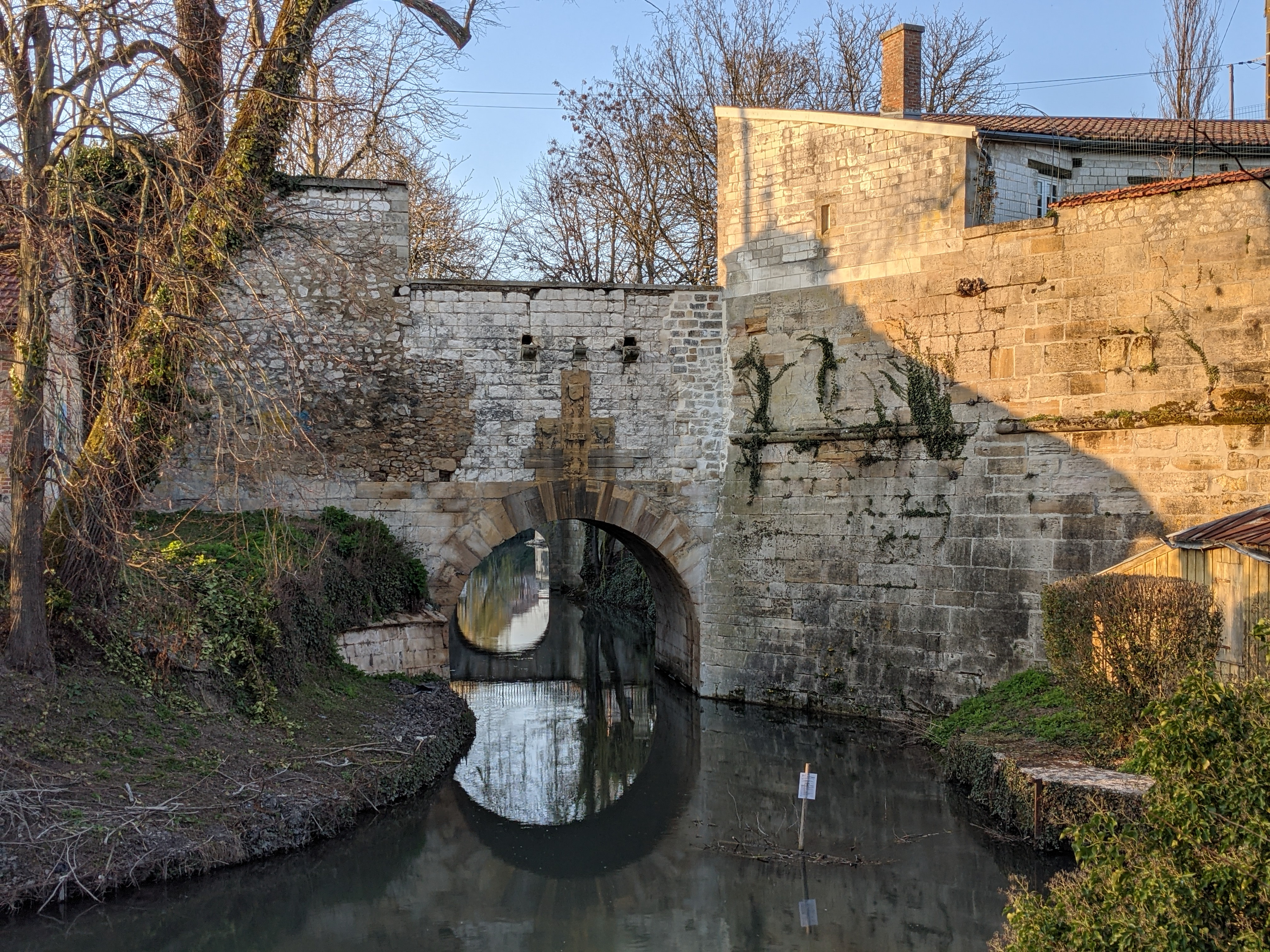
En amont de l'arche Mauvillain
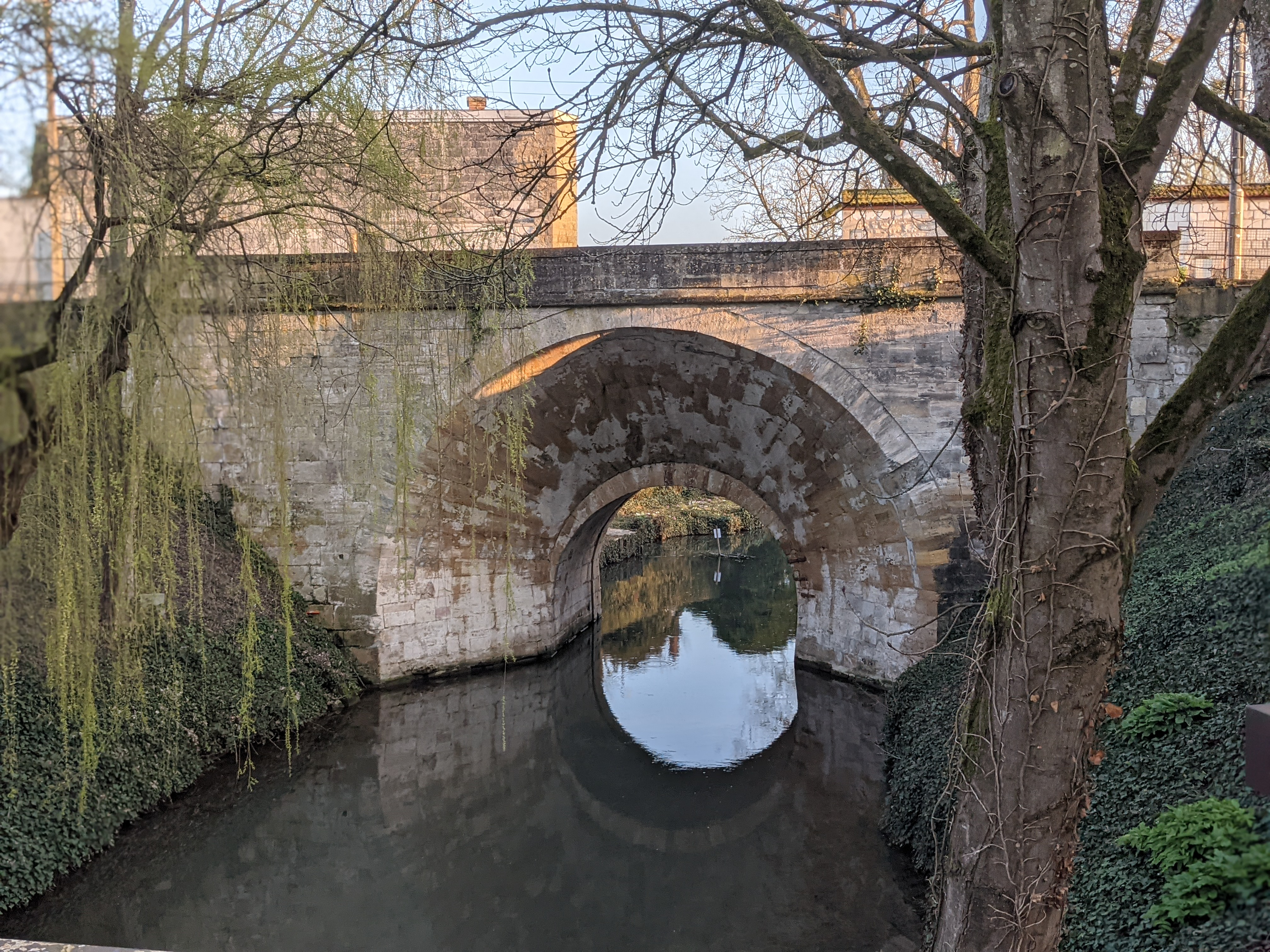
en aval de l'ouvrage, vue sur l'arche en coquille
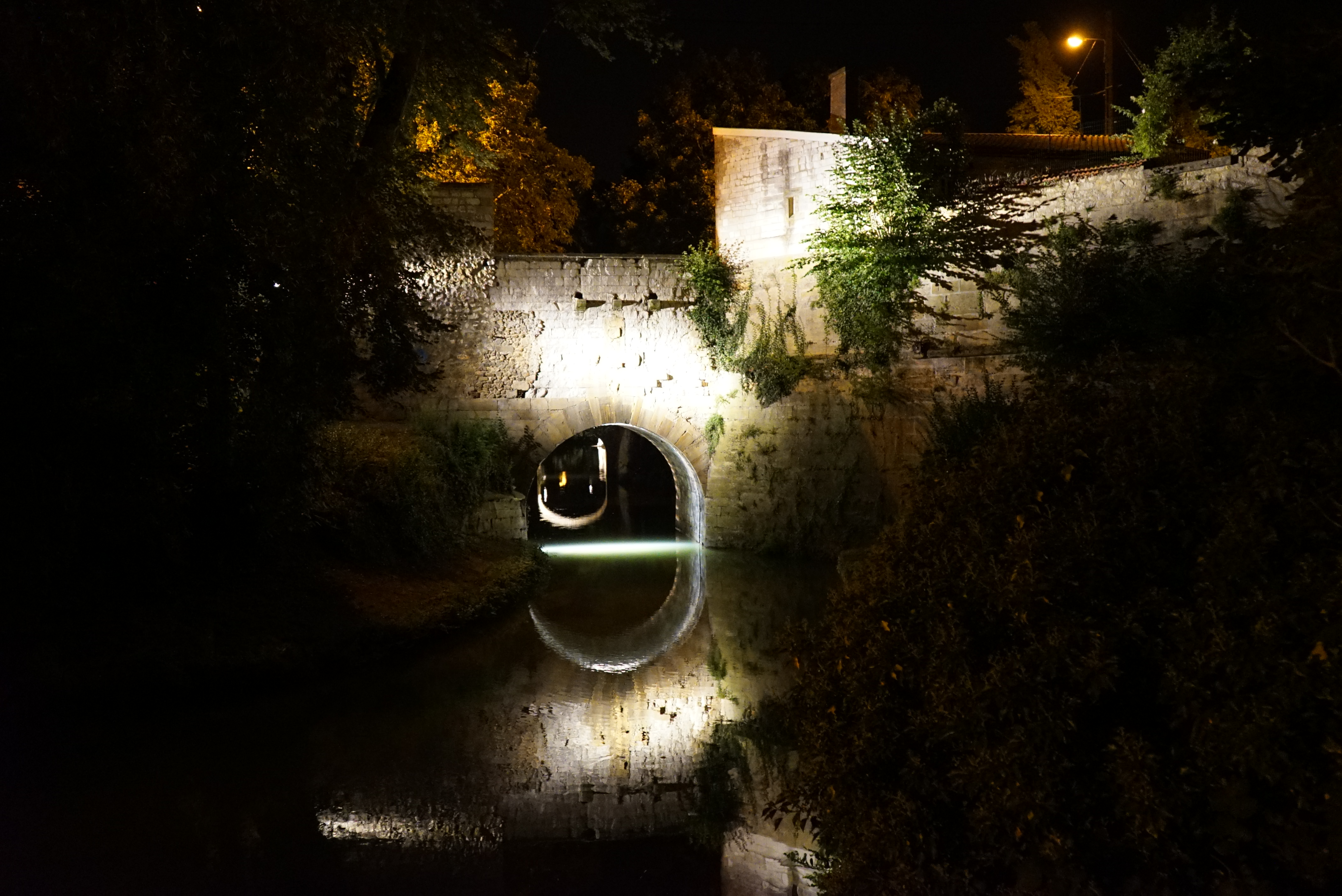
De nuit, pour les visites en barque
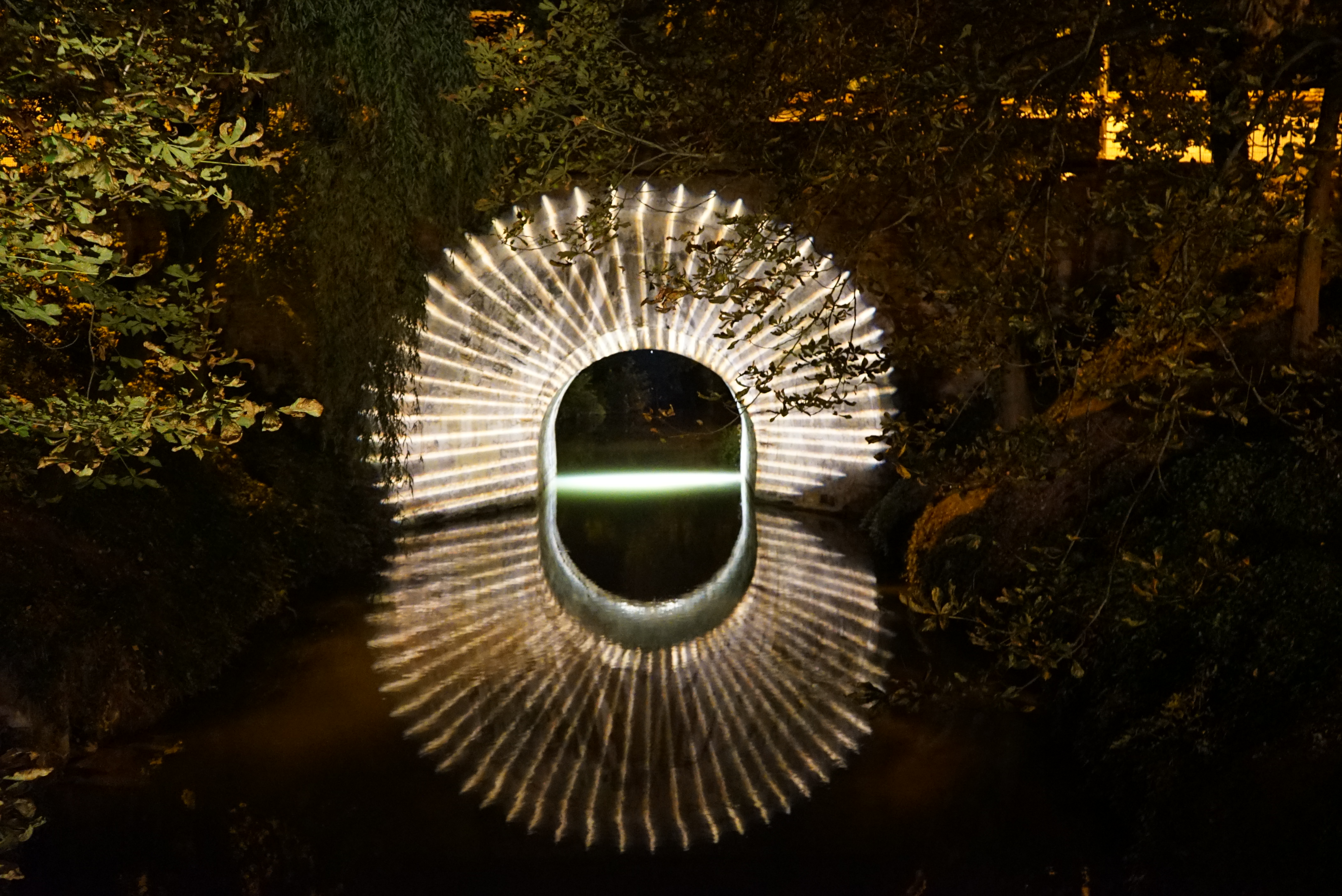
Les reflets de l'arche dans le Mau
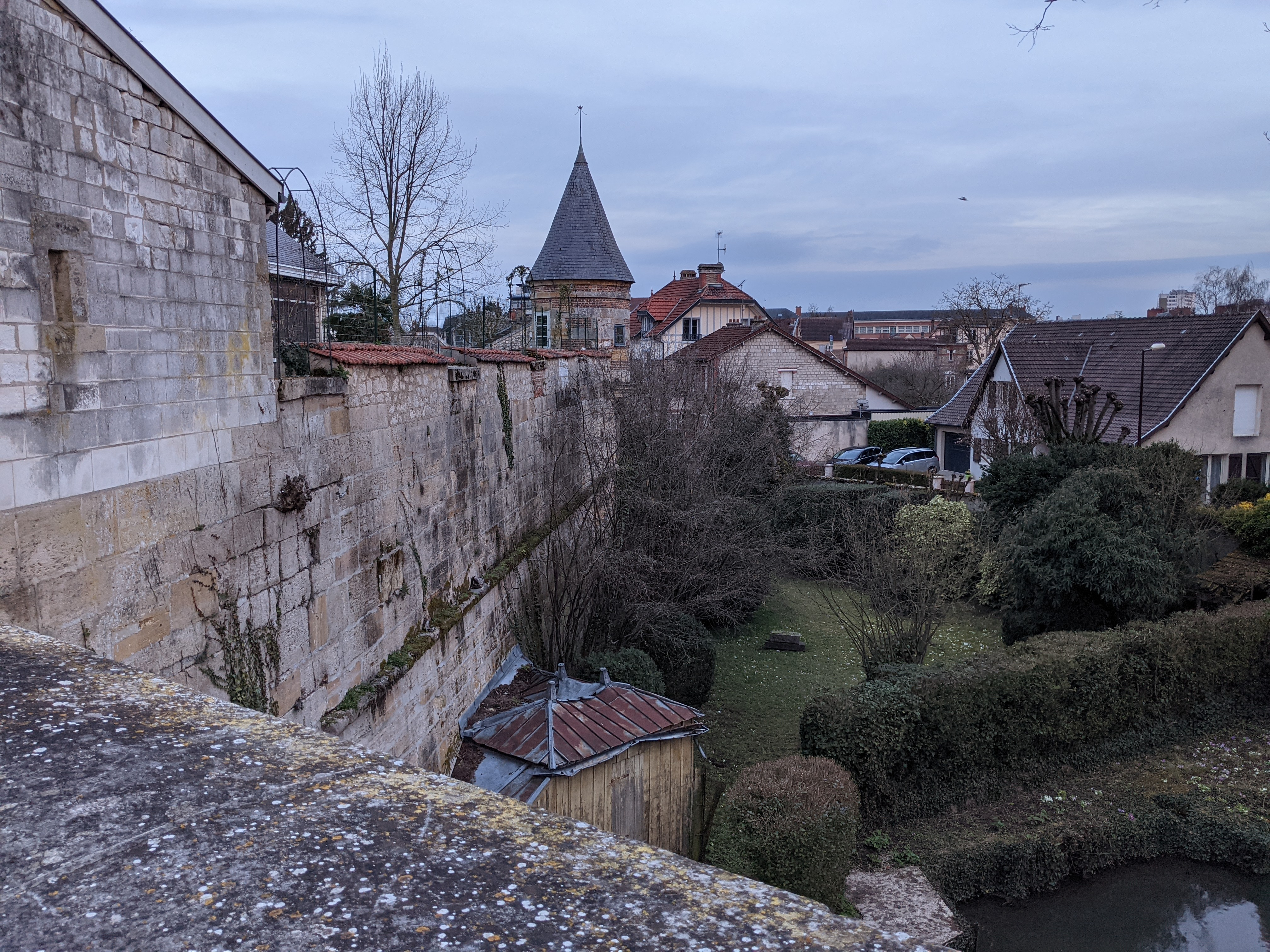
Mur de l'ancien bastion